# Europs amabilis
Europs amabilis es una especie de coleóptero de la familia Monotomidae.

## Distribución geográfica
Habita en Sudáfrica.